# Hôtel particulier Kamenski
L'hôtel particulier Kamenski (Дом Каме́нских) est une demeure néo-palladienne située à Nijni Novgorod en Russie. Il a été construit en 1913-1914 par l'architecte pétersbourgeois Boris Korchounov pour une famille fortunée de la classe des marchands. L'hôtel particulier se trouve au n° 11 quai supérieur de la Volga. C'est un objet du patrimoine culturel protégé de la fédération de Russie.

## Histoire

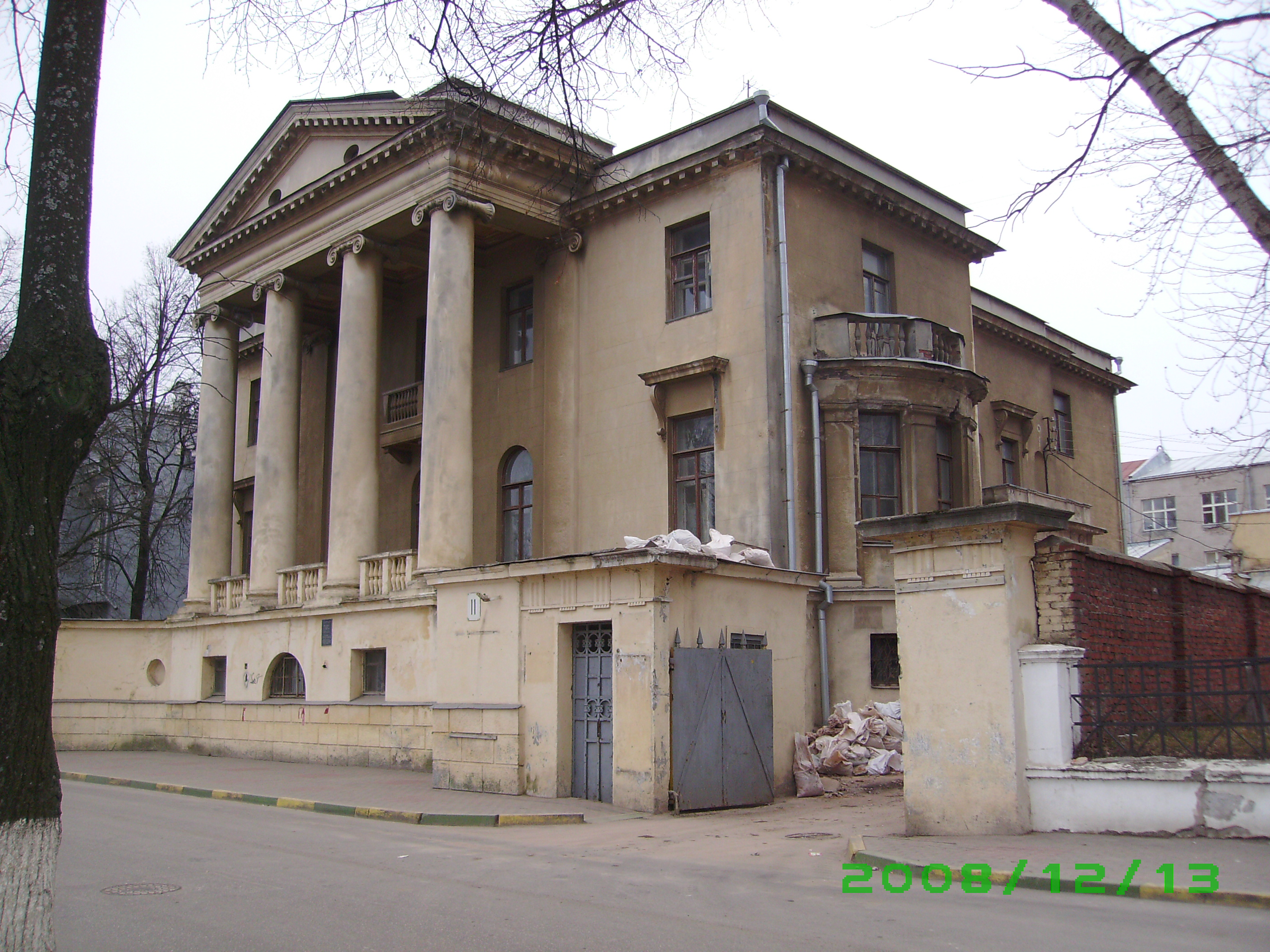
Vue de 3/4.

Fiodor Mikhaïlovitch Kamenski et son épouse Olga Ivanovna Kamenskaïa, propriétaires d'une flotte importante de vapeurs (Compagnie Frères F. et G. Kamenski), douze navires de passagers et dix de marchandises, décident en 1912 de faire construire leur hôtel particulier sur leur parcelle récemment achetée et après concours leur choix se porte sur l'architecte Korchounov qui leur propose une imposante demeure avec façade à portique tétrastyle ionique néoclassique donnant sur la Volga .
Le 26 janvier 1913, les plans et les façades sont examinés par la commission d'architecture de la municipalité et approuvés à condition d'ajouter des escaliers de secours ignifugés en cas d'incendie. Ravis de la nouvelle, les commanditaires offrent à leur architecte une boîte à  cigares en argent massif, avec la façade en relief de la future demeure et l'inscription : « À notre artiste constructeur Boris Andreïevitch Korchounov. Olga et Fiodor Kamenski. Nijni Novgorod. 1913. ».
L'architecte des travaux de chantier est N.M. Vechniakov. La demeure est terminée à la fin de l'année 1914, devenant un modèle du néoclassicisme de Nijni Novgorod.
Les Kamenski étaient de fins collectionneurs de porcelaines rares et d'autres œuvres, lorsque la révolution d'Octobre éclate, ils la cachent dans des cachettes secrètes de leur demeure. Elle n'est découverte qu'en 1973 au cours de travaux. Elle est transférée au musée d'État d'histoire et d'architecture de Nijni Novgorod.
De 1944 à 1972, l'hôtel particulier accueille l'institut de recherche scientifique chimique de l'université d'État de Gorki (nom de la ville à l'époque).   
En 1973, il abrite la société régionale Znanie («Знание»). Actuellement, la demeure est vide et dans un état négligé. Il est question d'y installer une administration.

## Architecture
L'hôtel  particulier des Kamenski est un exemple typique du développement du néoclassicisme dans le domaine privé à Nijni Novgorod, apparu plus tardivement qu'à Saint-Pétersbourg ou Moscou. Cette demeure est un modèle du retour en vogue de la branche européenne du néoclassicisme inspiré de Palladio au tournant du siècle.